# 哈巴尔扎淖儿
哈巴尔扎淖儿(又称哈巴尔扎诺儿)是位于中国内蒙古自治区锡林郭勒盟东乌珠穆沁旗翁根苏木东南部的一个湖泊。其位置约为东经118°29′,北纬45°18′。湖面海拔900米，面积约3平方公里，主要沉积物为芒硝。哈巴尔扎来自蒙古语，系春营地之意。